# 蘇我英樹
蘇我 英樹（そが ひでき、1981年11月14日 - ）は、日本のキックボクサー。千葉県出身。身長165cm、体重62kg。市原ジム所属。元新日本キックボクシング協会バンタム級＆フェザー級王者。元東洋スーパーフェザー級王者。WKBA世界スーパーフェザー級王者王者。

## 経歴
2003年10月12日、新日本キックボクシング協会にてプロデビュー。
2005年8月22日、新日本キックボクシング協会バンタム級王者。
2009年4月5日、新日本キックボクシング協会フェザー級王者。
2011年4月11日、東洋スーパーフェザー級王者。
2014年4月6日、WKBA世界スーパーフェザー級級王者。

## 戦績
駿太

## 獲得タイトル
- 新日本キックボクシング協会バンタム級王者
- 新日本キックボクシング協会フェザー級王者
- 東洋スーパーフェザー級王者
- WKBA世界スーパーフェザー級級王者